# Chitila
Chitila (pronunciació en romanès: [kiˈtila]) és una ciutat a l'oest del comtat d'Ilfov, Muntènia, Romania, situada a 9 km al nord-oest de Bucarest. Sovint es veu com una ciutat satèl·lit de Bucarest. Un poble, Rudeni, és administrat per la ciutat.
La ciutat tenia 14.184 habitants segons un cens del 2011.

## Transport
Chitilia està connectada amb Bucarest per tres línies d'autobús (r476, r469 i r402) dirigides per STB (Societat de Transports de Bucarest) i els ferrocarrils que venen de Buzău i Ploiești.

## Fills il·lustres
- Teohari Georgescu